# Кашта
Кашта — царь Куша и преемник фараона Алары (XXV египетская династия).
Его имя переводится буквально как «кушит».

## Семья
Кашта, вероятно, приходится братом своему предшественнику Аларе. Считается, что и Кашта и Алара были женаты на собственных сёстрах. Это предположение отражено в работах Данэма и Макадама, но Мокрот считает, что явных доказательств этому предположению нет.
Единственной известной женой Кашты была Пебатма. Ниже перечислены некоторые из его детей, а также приписываемые ему дети:
- Фараон Пианхи — считается сыном Кашты. Возможно, сын Пебатмы.
- Фараон Шабака — упоминается как брат принцессы Аменирдис следовательно сын Кашты и Пебатмы[2][4].
- Царица Хенса[англ.] — жена Пианхи, считается дочерью Кашты[4] и, возможно, Пебатмы[2].
- Царица Пексатер[англ.] (или Пекаресло) — была замужем за Пианхи и была похоронена в Абидосе. Она возможно умерла сопровождая Пианхи в его военном походе в Египет[4]. Ламинг и Макадам предполагают, что она была приёмной дочерью Пебатмы[3].
- Супруга бога Амона Аменирдис. На статуе Аменирдис упомянуто, что она является дочерью Кашты и Пебатмы.
- Неферукакашта — считается дочерью Кашты[4] и, возможно, Пебатмы[2].

## Правление кушитов в Верхнем Египте при Каште

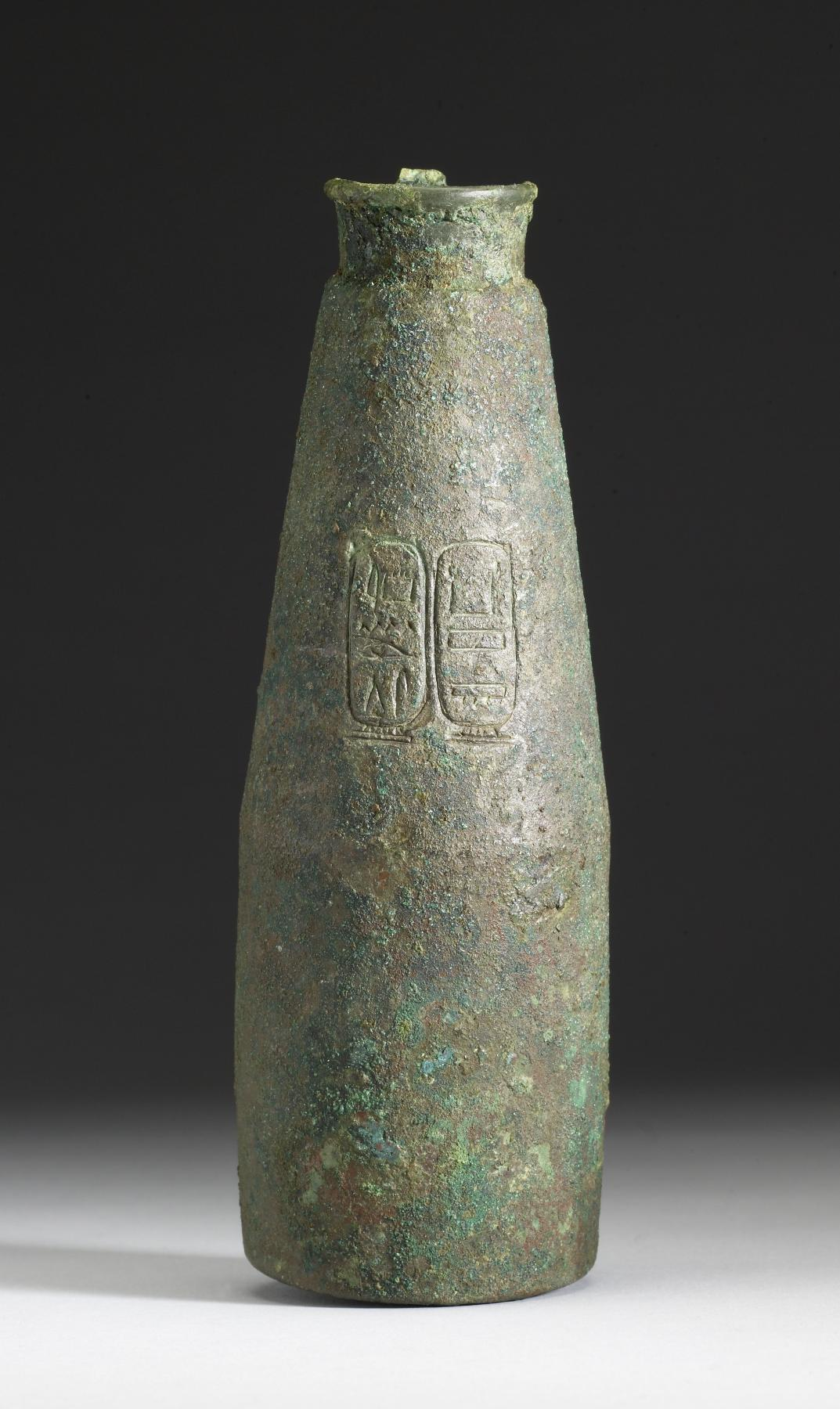
Египетская Ситула с именами фараона Кашта и его дочери Аменирдис.

Кашта управлял Нубией из города Напаты (в 400 км к северу от Хартума, современной столицы Судана). Он распространял свой контроль над Верхним Египтом, сумев назначить свою дочь, Аменирдис I, Супругой Бога Амона в Фивах сразу после Шепенупет I, дочери Осоркона III. Это стало «ключевым моментом в процессе расширения власти кушитов над египетскими территориями», поскольку узаканивало контроль над египетской областью Фиваида. Венгерский учёный Ласло Тёрёк отмечает, что, вероятно, в Фивах в это время уже размещались военные гарнизоны кушитов для защиты региона от Нижнего Египта.
Тёрёк отмечает, что мирный характер контроля Кашты над Нижнем и Верхнем Египтами подтверждается «тем фактом, что потомки Осоркона III, Такелот III и Рудамон пользовались высоким социальным статусом в Фивах во второй половине VIII и в первой половине VII века» [до н. э.], что отражено в их захоронениях в этом городе, а также совместной деятельностью между Супругами Бога Амона Шепенупет I, дочерью Осоркона III, и Аменирдис I, дочерью Кашты. Стела времён царствования Кашты найденная в Элефантине (ныне Асуан) — в местном храме бога Хнума — свидетельствует о его контроле над этим регионом. На ней указано его тронное имя: Нимаатре. Египтологи сегодня считают, что либо он, либо (что более вероятно) Пианхи, был нубийским царём, упомянутым под 12 годом царствования в известной надписи из Вади Гасус, которая связывает избранную Супругу бога Амона, Аменирдис, дочь Кашты, с действовавшей в 19 году Супругой бога Амона Шепенупет. Продолжительность царствования Кашты неизвестна.
Некоторые источники считают Кашту основателем XXV египетской династии фараонов, так как он был первым известным царём кушитов, расширившим влияние своего царства на Верхний Египет. В правление Кашты кушиты заселившие территории между третьим и четвёртым порогами Нила довольно быстро приняли египетские традиции, религию и культуру.
Иногда Кашту сближают с загадочным по происхождению последним царем XXIII династии Зетом. Предполагают, что это свидетельство власти эфиопской династии над Верхним Египтом уже при Каште. При этом делают допущение, что имя Зет - возможная описка из Ксета. Зету Секст Юлий Африкан (делая выписки из Манефона) приписывал правление в 31 год.
Преемником Кашты стал Пианхи.

## Захоронение
Гробницы Кашты (K.8) и нескольких его преемников находятся в комплексе захоронений Эль-Курру. В верхней части комплекса находятся 4 захоронения (К.1, К.2, К.4 и К.5). К востоку от этих захоронениях расположен ряд из (по крайней мере) восьми пирамид. Одна из них частично перекрывает захоронение К.19. Южная часть этого ряда пирамид принадлежат Каште и (предположительно) его жене Пебатме. Перед этим рядом ещё один ряд пирамид, который включает пирамиды Пианхи, Шабаки и Тануатамона.
К югу от предполагаемой пирамиды Пебатмы через лощину есть ещё один ряд захоронений. Это пирамиды цариц: Напараи (K.3), Хенса (K.4), Калхата (K.5) и Арты (K.6).